# Jean Chakir
Pour les articles homonymes, voir Chakir.
Jean Chakir, né à Paris en 1934, est un auteur de bande dessinée français.

## Biographie
Autodidacte, il commence à dessiner à 15 ans dans des magazines publiés par la Maison de la Bonne Presse au début des années 1950. Il livre des dessins humoristiques puis commence à réaliser des bandes dessinées en 1953 dans Bernadette (Le Secret de la Pyramide, Casimir XXVIII) et surtout Bayard avec les séries Tacotac et Inspecteur Saboum. Il travaille aussi pour Fleurus (Fripounet, Âmes vaillantes et Cœurs vaillants) de 1952 à la fin des années 1980 ; il y créé Jean Rytouceu. Il fait partie de Pilote depuis 1962, y crée la série Tracassin (appelée également Séraphin contre Angelure) et collabore aux pages d’actualités. Il y exerce pendant 15 ans. Il réalise l’Insulaire pour Tintin, Héroïco et les Dogs Boys pour Pif Gadget, etc. Il abandonne finalement la bande dessinée en 1983 à 47 ans pour devenir coordinateur de l’atelier de la section Arts graphiques de l’École des Beaux-Arts d’Angoulême. Retraité depuis 1994, il travaille sur un projet encore inédit qui compte plus de mille pages, « projet autobiographique pour parler des autres ».